# Championnats du monde de cyclisme sur piste 1991
Navigation
Maebashi 1990 Valence 1992
Les championnats du monde de cyclisme sur piste 1991 ont eu lieu à Stuttgart en Allemagne du 13 au 18 août 1991. Quinze épreuves ont été disputées : 12 par les hommes (5 pour les professionnels et 7 pour les amateurs) et trois par les femmes. 
C'est la dernière année où les champions du monde amateurs et professionnels sont séparés en deux catégories. Dès l'année suivante, les compétitions deviennent « open ».
Ces championnats du monde sont dominés par les pistards allemands (nouvellement réunifiés), vainqueur de six titres et de 11 médailles. Les deux coureurs australiens Carey Hall et Stephen Pate, initialement sur le podium du championnat du monde de vitesse professionnel, ont été contrôlés positifs aux stéroïdes. Tous deux ont été déclassés.

## Résultats

### Hommes

#### Podiums professionnels
| Compétition            | Or                                  | Argent                    | Bronze                     |
| ---------------------- | ----------------------------------- | ------------------------- | -------------------------- |
| Keirin                 | Michael Hübner Allemagne            | Claudio Golinelli Italie  | Fabrice Colas France       |
| Vitesse individuelle   | disqualifié                         | Fabrice Colas France      | disqualifié                |
| Poursuite individuelle | Francis Moreau France               | Shawn Wallace Royaume-Uni | Colin Sturgess Royaume-Uni |
| Course aux points      | Viatcheslav Ekimov Union soviétique | Francis Moreau France     | Peter Pieters Pays-Bas     |
| Demi-fond              | Danny Clark Australie               | Peter Steiger Suisse      | Arno Küttel Suisse         |

#### Podiums amateurs
| Compétition            | Or                                                                     | Argent                                                                            | Bronze                                                              |
| ---------------------- | ---------------------------------------------------------------------- | --------------------------------------------------------------------------------- | ------------------------------------------------------------------- |
| Kilomètre              | José Moreno Espagne                                                    | Jens Glücklich Allemagne                                                          | Gene Samuel Trinité-et-Tobago                                       |
| Vitesse individuelle   | Jens Fiedler Allemagne                                                 | Bill Huck Allemagne                                                               | Gary Neiwand Australie                                              |
| Poursuite individuelle | Jens Lehmann Allemagne                                                 | Michael Glöckner Allemagne                                                        | Jan Bo Petersen Danemark                                            |
| Poursuite par équipes  | Allemagne Michael Glöckner Stefan Steinweg Jens Lehmann Andreas Walzer | Union soviétique Evgueni Berzin Vladislav Bobrik Vadim Kravchenko Dmitri Nelyubin | Australie Brett Aitken Stephen Mcglede Shawn O'Brien Stuart O'Grady |
| Course aux points      | Bruno Risi Suisse                                                      | Stephen Mcglede Australie                                                         | Jan Bo Petersen Danemark                                            |
| Demi-fond              | Roland Königshofer Autriche                                            | David Solari Italie                                                               | Carsten Podlesch Allemagne                                          |
| Tandem                 | Allemagne Emanuel Raasch Eyk Pokorny                                   | Tchécoslovaquie Lubomir Hargas Pavel Buráň                                        | France Frédéric Lancien Denis Lemyre                                |

### Femmes
| Compétition            | Or                      | Argent                    | Bronze                             |
| ---------------------- | ----------------------- | ------------------------- | ---------------------------------- |
| Vitesse individuelle   | Ingrid Haringa Pays-Bas | Annett Neumann Allemagne  | Connie Paraskevin-Young États-Unis |
| Poursuite individuelle | Petra Rossner Allemagne | Janie Eickhoff États-Unis | Marion Clignet France              |
| Course aux points      | Ingrid Haringa Pays-Bas | Kristel Werckx Belgique   | Janie Eickhoff États-Unis          |

## Tableau des médailles
| Rang | Nation            | Or | Argent | Bronze | Total |
| ---- | ----------------- | -- | ------ | ------ | ----- |
| 1    | Allemagne         | 6  | 4      | 1      | 11    |
| 2    | Pays-Bas          | 2  | 0      | 1      | 3     |
| 3    | France            | 1  | 2      | 3      | 6     |
| 4    | Australie         | 1  | 1      | 2      | 4     |
| 5    | Suisse            | 1  | 1      | 1      | 3     |
| 6    | Union soviétique  | 1  | 1      | 0      | 2     |
| 7    | Autriche          | 1  | 0      | 0      | 1     |
| 7    | Espagne           | 1  | 0      | 0      | 1     |
| 9    | Italie            | 0  | 2      | 0      | 2     |
| 10   | États-Unis        | 0  | 1      | 2      | 3     |
| 11   | Royaume-Uni       | 0  | 1      | 1      | 2     |
| 12   | Belgique          | 0  | 1      | 0      | 1     |
| 12   | Tchécoslovaquie   | 0  | 1      | 0      | 1     |
| 14   | Danemark          | 0  | 0      | 2      | 2     |
| 15   | Trinité-et-Tobago | 0  | 0      | 1      | 1     |
|      | TOTAL             | 14 | 15     | 14     | 43    |